# (12758) Kabudari
(12758) Kabudari – planetoida z grupy pasa głównego planetoid okrążająca Słońce w ciągu 3 lat i 201 dni w średniej odległości 3,13 j.a. Została odkryta 22 września 1993 roku w obserwatorium w Meridzie przez wenezuelskiego astronoma Orlando Naranjo. Nazwa planetoidy pochodzi od słowa kabudari, które w lokalnych językach arawak oznacza wielkie drzewo. Została wybrana przez dwie młode dziewczyny ze stanu Lara w Wenezueli. Przed nadaniem nazwy planetoida nosiła oznaczenie tymczasowe (12758) 1993 SM3.